# Col du Minier
Le col du Minier est un col routier situé dans le Massif central en France. À une altitude de 1 265 mètres, il se trouve au nord du Vigan, dans le département du Gard en région Occitanie.

## Accès
Le col se trouve sur la route départementale 48.

## Géographie
Dans les Cévennes, en partie nord de la commune nouvelle de Bréau-Mars, le col est environné par la forêt domaniale de l'Aigoual.

## Histoire
Le 12 novembre 1941, l'unique exemplaire du quadrimoteur Potez 662, pris dans le brouillard et la neige (givrage), a heurté la montagne à 13h en forêt à 1 km au nord-ouest du col. Le général Charles Huntziger, ministre de la Guerre du gouvernement de Vichy, meurt dans l'accident ainsi que les quatre membres d'équipage et deux passagers. Une stèle se trouve au col.

## Activités

### Cyclisme
Le col figure en 2e catégorie du Grand prix de la montagne pour la première fois lors de la 12e étape du Tour de France 1955 entre Avignon dans le Vaucluse et Millau en Aveyron. Il est franchi en tête par le Français Louis Caput. Louison Bobet remporte cette édition du Tour.